# 清华洞国家森林公园
清华洞国家森林公园位于云南省大理州祥云县，是一个中华人民共和国国家森林公园。总面积9,856.47公顷，由互不相连的清水河片区和水目山片区两部分组成。
清水河片区位于县城北部，米甸镇境内，东经100°40′33.79″－100°49′39.04″、北纬25°46′16.78″－25°52′27.21″之间，面积8,576.56公顷。水目山片区位于县城西南，祥城镇、云南驿镇和沙龙镇境内，东经100°34′18.63″－100°37′41.77″、北纬25°21′12.40″－25°25′14.50″之间， 面积1,279.91公顷。水目山片区内林地多为国营祥云县清华洞林场所有。

## 自然地理

### 地形
清华洞国家森林公园地处滇中高原西部，属横断山系云岭余脉，最低海拔2,040米，最高海拔处为3,241米的五顶山，相对高差1,201米。

### 气候
森林公园属于北亚热带高原季风气候区，年平均气温14.7℃，平均最高温20.8℃，平均最低温9.6℃，年均降水量800－900毫米，气候垂直分布差异大。

### 植物
园区内森林覆盖率高达94.5%。植被具有明显的垂直带谱特征。海拔2,500米以下为云南松林和半湿润常绿阔叶林，2,500至2,800米为中山湿性常绿阔叶林，2,800至3,100米为硬叶常绿阔叶林，3,100米以上为亚高山草甸。
共有蕨类植物9科10属13种，裸子植物9科24属50种，被子植物87科472属1,021种。其中国家一级保护植物有西藏红豆杉，国家二级保护植物有金荞麦、红椿、金铁锁、龙棕4种。

### 动物
共有陆栖脊椎动物146种，分属4纲，21目，52科，109属。其中国家以级保护动物有黑颈长尾雉，国家二级保护动物有青鼬、大灵猫、小灵猫、黑翅鸢、普通鵟、游隼、红隼、白腹锦鸡、白鹇、林雕鸮10种。

## 旅游
森林公园区内人文及自然景观资源较为丰富，有生态旅游价值。水目山片区主要景观有清华古洞、水目山佛教圣地及自然森林。水目山建寺始于南诏，山上的水目寺塔和北岗塔林为全国重点文物保护单位，水目山文化旅游区已建成4A级景区。清华洞为喀斯特地形石灰岩溶洞，洞内发现有青铜时代文化遗存。清水河片区尚未开发、宣传，也几乎无旅客。

## 沿革
1992年由国家林业部批准建立清华洞国家森林公园。
1988年建立的祥云水目山州级自然保护区，与清华洞国家森林公园水目山片区重叠面积较大，自2020年起开始推进二者的整合优化工作。